# Pekka Kuusi
Pekka Juhana Kuusi, född 9 juli 1917 i Helsingfors, död där 25 maj 1989, var en finländsk ämbetsman och politiker. Han var bror till Matti Kuusi. 
Kuusi hade ursprungligen högerradikala sympatier, men övergav efter andra världskriget denna politiska åskådning och anställdes vid statsägda Oy Alkoholiliike Ab 1946, blev generaldirektörens ställföreträdare 1969 och var bolagets generaldirektör  1971–1982. Han räknas, tillsammans med Karl-August Fagerholm, som den viktigaste personen bakom den liberalisering av alkoholpolitiken som genomfördes i Finland i slutet av 1960-talet. Kuusi representerade socialdemokraterna i Finlands riksdag 1966–1970 och var social- och hälsovårdsminister i Ahti Karjalainens regering 1971. 
Kuusi blev politices doktor 1956 och docent i socialpolitik vid Helsingfors universitet 1962 (i egenskap av forskare studerade han alkoholbruket på landsbygden). Hans arbete 60-luvun sosiaalipolitiikka (1961, femte finska upplagan 1968, även på svenska och engelska) behandlar 1960-talets socialpolitik och är inspirerad av Gunnar Myrdals välfärdspolitik. I boken ges riktlinjerna för den samhälleliga tillväxtpolitik som präglade tiden fram till 1970-talets mitt och påverkade i hög grad tänkandet under denna tid. Han fick också stor uppmärksamhet för boken Tämä ihmisen maailma (1982, översatt till engelska och ryska), i vilken han framför en pessimistisk syn på den västerländska civilisationens framtid. Han tilldelades ministers titel 1975.